# 蛍光染料
蛍光染料（けいこうせんりょう）とは蛍光性能（フォトルミネセンス）を持つ染料である。蛍光増白剤（けいこうぞうはくざい）もこの一種であり、白地のものをより白く見せるために洗剤に添加されたり、製紙工程で使用される。染着されることにより、蛍光増白能を有する染料を指す。

## 概要

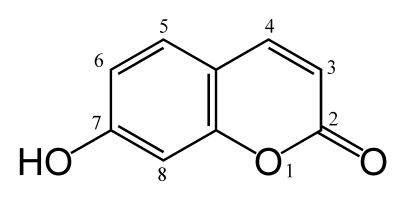
蛍光増白剤の一つであるウンベリフェロンの分子構造

昼光蛍光染料 ローダミン6Gの分子構造

蛍光増白剤は太陽光中の、波長300 - 400nmの紫外線を吸収し、400 - 450nmの青色の可視光線に変えて放出する。この、紫外線が変化して発生した青色光を蛍光と呼ぶ。蛍光を発する染料で繊維を染めることにより、明度の低下を引き起こさずに、青の補色である黄色の黄ばみを目立たなくする。（上記のように漂白剤とは機構が異なる。）1929年に、パウル・クライス (Paul Krais) がエスクリンで布を白くする手法を発見。1935年にはイギリスのICI社がジアミノスチルベンジスルホン酸の特許を取得。1940年にドイツのバイエル社から蛍光増白剤が市販された。その後も新しい構造の蛍光染料の開発が進められ、日本の木綿用蛍光増白剤ではビス（トリアジニルアミド）スチルベンジスルホン酸が主流を占めている。アセテートやナイロン、ウールに対してはクマリン誘導体やピラゾリン誘導体などが使われている。生成りや淡い色の衣類では青白く染まってしまい見た目が損なわれるため、蛍光染料を含まない洗剤の使用が望ましい。
なお、食品及び食品と直に接する包装材、食器用洗剤、紙ナプキンへの使用は食品衛生法により、生理用品や紙おむつ、チリ紙、トイレットペーパーなど人体と直に接する衛生用品への使用は家庭用品品質表示法及び薬機法により、脱脂綿やガーゼについても日本薬局方によりそれぞれ使用が禁止されている。
蛍光増白剤の他にも、ローダミン誘導体など蛍光顔料（ネオンカラー）の元となる様々な色の蛍光を呈する昼光蛍光染料が存在する。